# Duesme
Duesme é uma comuna francesa na região administrativa da Borgonha-Franco-Condado, no departamento de Côte-d'Or. Estende-se por uma área de 13,75 km². Em 2010 a comuna tinha 54 habitantes (densidade: 3,9 hab./km²).